# 加里曼丹𩷶
加里曼丹𩷶，為輻鰭魚綱鯰形目𩷶鯰科的其中一種，為熱帶淡水魚，分布於亞洲婆羅洲東部淡水、半鹹水流域，體長可達18.2公分，棲息在底中層水域，以昆蟲及果實為食，生活習性不明。

## 扩展阅读
維基物種上的相關：加里曼丹𩷶